# Phoberus rhyparoides
Phoberus rhyparoides is een keversoort uit de familie beenderknagers (Trogidae). De wetenschappelijke naam van de soort is voor het eerst geldig gepubliceerd in 1872 door Harold als Trox rhyparoides.